# St. Louis Film Critics Association Awards 2014
Le cerimonia della 13ª edizione St. Louis Film Critics Association Awards è stata presentata il 15 dicembre 2014.

## Vincitori e candidature

### Miglior film
- Boyhood, regia di Richard Linklater
- Birdman, regia di Alejandro González Iñárritu
- L'amore bugiardo - Gone Girl (Gone Girl), regia di David Fincher
- Grand Budapest Hotel (The Grand Budapest Hotel), regia di Wes Anderson
- The Imitation Game, regia di Morten Tyldum

### Miglior attore
- Jake Gyllenhaal - Lo sciacallo - Nightcrawler (Nightcrawler)
- Benedict Cumberbatch - The Imitation Game
- Tom Hardy - Locke
- Michael Keaton - Birdman
- Eddie Redmayne - La teoria del tutto (The Theory of Everything)

### Miglior attore non protagonista
- J. K. Simmons - Whiplash
- Josh Brolin - Vizio di forma (Inherent Vice)
- Ethan Hawke - Boyhood
- Edward Norton - Birdman
- Tony Revolori - Grand Budapest Hotel (The Grand Budapest Hotel)
- Mark Ruffalo - Foxcatcher - Una storia americana (Foxcatcher)

### Miglior attrice
- Rosamund Pike - L'amore bugiardo - Gone Girl (Gone Girl)
- Marion Cotillard - Due giorni, una notte (Deux jours, une nuit)
- Felicity Jones - La teoria del tutto (The Theory of Everything)
- Julianne Moore - Still Alice
- Reese Witherspoon - Wild

### Miglior attrice non protagonista
- Patricia Arquette - Boyhood
- Jessica Chastain - 1981: Indagine a New York (A Most Violent Year)
- Carrie Coon - L'amore bugiardo - Gone Girl (Gone Girl)
- Mackenzie Foy - Interstellar
- Keira Knightley - The Imitation Game
- Emma Stone - Birdman

### Miglior regista
- Alejandro González Iñárritu - Birdman
- Wes Anderson - Grand Budapest Hotel (The Grand Budapest Hotel)
- David Fincher - L'amore bugiardo - Gone Girl (Gone Girl)
- Richard Linklater - Boyhood
- Morten Tyldum - The Imitation Game

### Migliore adattamento della sceneggiatura
- Gillian Flynn - L'amore bugiardo - Gone Girl (Gone Girl)
- James Gunn, Nicole Perlman, Dan Abnett ed Andy Lanning - Guardiani della Galassia (Guardians of the Galaxy)
- Graham Moore ed Andrew Hodges - The Imitation Game
- Anthony McCarten e Jane Hawking - La teoria del tutto (The Theory of Everything)
- Joel ed Ethan Coen, Richard LaGravenese, William Nicholson e Laura Hillenbrand - Unbroken

### Migliore sceneggiatura originale
- Armando Bo, Alexander Dinelaris, Nicolás Giacobone e Alejandro González Iñárritu - Birdman
- Richard Linklater - Boyhood
- Steven Knight - Locke
- Wes Anderson e Hugo Guinness - Grand Budapest Hotel (The Grand Budapest Hotel)
- Dan Gilroy - Lo sciacallo - Nightcrawler (Nightcrawler)
- Damien Chazelle - Whiplash

### Miglior fotografia
- Emmanuel Lubezki - Birdman
- Jeff Cronenweth - L'amore bugiardo - Gone Girl (Gone Girl)
- Robert Yeoman - Grand Budapest Hotel (The Grand Budapest Hotel)
- Hoyte van Hoytema - Interstellar
- Robert Elswit - Lo sciacallo - Nightcrawler (Nightcrawler)
- Roger Deakins - Unbroken

### Migliori musiche
- Guardiani della Galassia (Guardians of the Galaxy)
- Tutto può cambiare (Begin Again)
- Boyhood
- Get on Up - La storia di James Brown (Get on Up)
- Into the Woods
- Whiplash

### Migliori effetti speciali
- Interstellar
- Guardiani della Galassia (Guardians of the Galaxy)
- Birdman
- Apes Revolution - Il pianeta delle scimmie (Dawn of the Planet of the Apes)
- Grand Budapest Hotel (The Grand Budapest Hotel)
- Noah

### Migliore direzione artistica
- Adam Stockhausen - Grand Budapest Hotel (The Grand Budapest Hotel)
- Donald Graham Burt - L'amore bugiardo - Gone Girl (Gone Girl)
- Suzie Davies - Turner (Mr. Turner)
- Kevin Kavanaugh - Lo sciacallo - Nightcrawler (Nightcrawler)
- Ondrej Nekvasil - Snowpiercer
- Chris Oddy - Under the Skin

### Migliore colonna sonora
- Antonio Sanchez - Birdman
- Trent Reznor e Atticus Ross - L'amore bugiardo - Gone Girl (Gone Girl)
- Alexandre Desplat - Grand Budapest Hotel (The Grand Budapest Hotel)
- Jonny Greenwood - Vizio di forma (Inherent Vice)
- Hans Zimmer - Interstellar
- Mica Levi - Under the Skin

### Migliore scena
- Quicksilver scappa dal Pentagono. - X-Men - Giorni di un futuro passato (X-Men: Days of Future Past)
- End credits. - 22 Jump Street
- Riggan cammina a Time Square. - Birdman
- I Guardiani scappano da Kyln. - Guardiani della Galassia (Guardians of the Galaxy)
- Bomba nella chiesa battista della 16ª strada. - Selma - La strada per la libertà (Selma)
- Assolo finale di Andrew. - Whiplash

### Miglior film in lingua straniera
- Forza maggiore (Turist), regia di Ruben Östlund
- Gloria, regia di Christian Keller
- Il capitale umano - Human Capital (Humal Capital), regia di Marc Meyers
- Ida, regia di Paweł Pawlikowski
- Due giorni, una notte (Deux jours, une nuit), regia di Jean-Pierre e Luc Dardenne

### Miglior film commedia
- Grand Budapest Hotel (The Grand Budapest Hotel), regia di Wes Anderson
- 22 Jump Street, regia di Phil Lord e Chris Miller
- Guardiani della Galassia (Guardians of the Galaxy), regia di James Gunn
- Il bambino che è in me - Obvious Child (Obvious Child), regia di Gillian Robespierre
- St. Vincent, regia di Theodore Melfi

### Miglior film d'animazione
- The LEGO Movie, regia di Phil Lord e Christopher Miller
- Big Hero 6, regia di Don Hall e Chris Williams
- Il libro della vita (The Book of Life), regia di Jorge R. Gutierrez
- Boxtrolls - Le scatole magiche (The Boxtrolls), regia di Graham Annable e Anthony Stacchi
- Dragon Trainer 2 (How to Train Your Dragon 2), regia di Dean DeBlois
- I pinguini di Madagascar (Penguins of Madagascar), regia di Eric Darnell e Simon J. Smith

### Miglior documentario
- Citizenfour, regia di Laura Poitras
- Alla ricerca di Vivian Maier (Finding Vivian Maier), regia di John Maloof e Charlie Siskel
- Jodorowsky’s Dune, regia di Frank Pavich
- Life Itself, regia di Steve James
- Red Army, regia di Gabe Polsky
- Rich Hill, regia di Tracy Droz Tragos e Andrew Droz Palermo